# Android Honeycomb

Versions d'Android fins al 2014

Android "Honeycomb" és el nom en clau per aquesta versió d'Android que estava dissenyada per a dispositius amb mides de pantalla més grans, particularment tauletes. Ja no és compatible (hi ha versions més noves). Honeycomb va debutar amb el Motorola Xoom al febrer de 2011. A més de l'addició de noves característiques, Honeycomb va presentar una nova interfície d'usuari anomenada tema "hologràfic" i un model d'interacció que es va construir sobre les principals característiques d'Android, com multitasca, notificacions i ginys.

## Característiques
Les noves característiques introduïdes en Honeycomb inclouen les següents:
- Les aplicacions de correu electrònic i contactes utilitzen un panell de dos interfícies d'usuari.
- L'aplicació de Galeria ara permet als usuaris veure àlbums i altres col·leccions en mode de pantalla completa, amb accés a miniatures d'altres fotografies d'una col·lecció.
- L'aplicació del navegador substitueix les finestres del navegador per pestanyes, afegeix un mode d'incògnit per a la navegació anònima i presenta el marcadors i historial en una visualització unificada, entre d'altres.
- Teclat redissenyat per facilitar la introducció de text en dispositius amb pantalles grans, com ara les tauletes.
- Una vista d'aplicacions recents per a la multitasca.
- Pantalles d'inici personalitzables (fins a cinc).